# Arturo Rognoni
Arturo Rognoni (Milano, 22 novembre 1897 – 15 ottobre 1984) è stato un imprenditore e politico italiano.
Fu presidente della Società dei Concerti "Bartolomeo Cristofori" di Padova, fondata nel 1920, nel Conservatorio Statale di Musica "Cesare Pollini".

## Biografia
Nacque a Milano nel 1897, da Luigi e da Angela Calegari. Fu combattente quale sommergibilista nella campagna 1914-'18.
Svolse l'attività di industriale commerciante nel ramo degli impianti idraulici sanitari.
Venne eletto deputato alla Costituente, nel Collegio Unico Nazionale, per il Fronte dell'Uomo Qualunque.

## Incarichi
- Componente della II Commissione per l'Esame dei Disegni di Legge (22 aprile 1947 - 31 gennaio 1948) - Assemblea Costituente